# 李福顺 (外交官)
李福顺（？—），女，中华人民共和国外交官，曾任中华人民共和国驻加蓬共和国特命全权大使。

## 生平
李福顺曾任驻法国大使馆参赞、外交部西欧司参赞和驻欧盟使团公使衔参赞兼首席馆员。2008年4月，出任中华人民共和国驻斯特拉斯堡总领事。2009年5月，出任中华人民共和国驻加蓬大使。2012年2月，自驻加蓬大使离任。

## 荣誉

### 外国勋章奖章
- 赤道之星指挥官勋章（加蓬，2012年2月14日于利伯维尔颁发[6]）